# Энергетик (Оренбургская область)
Энерге́тик — посёлок (ранее — посёлок городского типа) в Новоорском районе Оренбургской области России. Образует муниципальное образование Энергетикский поссовет, наделённое статусом сельского поселения.

## География
Расположен на берегу Ириклинского водохранилища, в 60 км (по дорогам — 88 км) к северо-востоку от Орска. Железнодорожная станция (Ириклинск) на железнодорожной ветке от линии Орск — Челябинск.

## История
8 июня 1962 года Правительством было принято решение о комплексном строительстве Ириклинской ГРЭС и жилого посёлка при ней.
В марте 1963 года было начато строительство: был торжественно вбит первый колышек под фундамент первого многоквартирного жилого дома посёлка.
В 1966 году решением облсовета был образован рабочий посёлок Энергетик. В 1999 году получил статус посёлка.

## Население
| 1970  | 1979    | 1989  | 2002  | 2010  | 2012  | 2013  |
| ----- | ------- | ----- | ----- | ----- | ----- | ----- |
| 6487  | ↗10 002 | ↘9115 | ↗9187 | ↘7907 | ↘7714 | ↘7546 |
| 2014  | 2015    | 2016  | 2017  | 2018  | 2019  | 2020  |
| ↘7420 | ↘7316   | ↘7197 | ↘7032 | ↘6874 | ↘6741 | ↘6654 |
| 2021  |         |       |       |       |       |       |
| ↘6540 |         |       |       |       |       |       |

Проживают русские, башкиры.

## Экономика
В посёлке есть несколько предприятий: Ириклинская ГРЭС (градообразующее предприятие), также молочный завод, производство строительных материалов, пищевое производство.

## Культура, образование
Работают учебные учреждения: средние общеобразовательные школы № 1 и № 2, филиал техникума ОТТ им. А.И Стеценко, а также детская школа искусств (музыкальное отделение, художественное отделение), детская поселковая библиотека.
В посёлке есть дворец культуры «Современник», спортивный комплекс «Дельфин», санаторий-профилакторий «Лукоморье».